# بيدستان (بابويي)
بیدستان (بالفارسية: بیدستان) هي قرية تقع في إيران في قسم بابويي الريفي. يقدر عدد سكانها بـ 173 نسمة بحسب إحصاء 2016.